# Podlesie Kamienickie
Podlesie Kamienickie (biał. Падлессе Камянецкае; ros. Подлесье-Каменецкое) – wieś na Białorusi, w obwodzie brzeskim, w rejonie brzeskim, w sielsowiecie Muchawiec.
Znajduje tu się przystanek kolejowy i mijanka Kamienna. W najbliższej okolicy zlokalizowane są jeszcze dwa przystanki kolejowe Żamczużyna i Dubok. Wszystkie one położone są na linii Chocisław – Brześć.

## Historia
W dwudziestoleciu międzywojennym leżało w Polsce, w województwie poleskim, w powiecie brzeskim, w gminie Kamienica Żyrowiecka. Po II wojnie światowej w granicach Związku Sowieckiego. Od 1991 w niepodległej Białorusi.